# Constantí II d'Escòcia
Constantí II d'Escòcia (gaèlic escocès medieval: Causantín mac Áeda; nascut a tot estirar el 879 i mort el 952) fou un dels primers reis d'Escòcia, coneguda aleshores pel nom gaèlic d'Alba. El Regne d'Alba, nom documentat per primera vegada en vida de Constantí, ocupava el nord d'Escòcia.
El cor del seu regne eren les terres situades al voltant del riu Tay.
Fill d'Aedh i cosí de Donald II. Fou el primer a declarar hereditària la successió al tron escocès; posà un fill seu al tron del Regne de Strathclyde i el sotmeté a la seva òrbita. Començà el regnat vencent als danesos a Starthearn i Corbridge, però fou vençut pels angles de Wessex, que li prengueren Cumberland i Westmoreland, les quals des d'aleshores passaren definitivament a Anglaterra. Endemés, el 919 fou obligat a reconèixer el rei Eduard d'Anglaterra com a pare i senyor, un vague reconeixement de sobirania exigit per posteriors monarques anglesos, que l'interpretaren com un homenatge feudal. Per això, el 934 Ethelstan ocupà Aberdeen, i malgrat l'aliança escocesa amb Strathclyde, Northúmbria i el rei viking de Dublín Olaf Guthfrithsson, els vencé en la batalla de Brunanburgh el 937, i reafirmà així la seva sobirania. Després de tot això, es va retirar a un monestir, on va morir el 952.